# Kanton Colmar-2
Kanton Colmar-2 (fr. Canton de Colmar-2 ) je francouzský kanton v departementu Haut-Rhin v regionu Grand Est. Tvoří ho 12 obcí a část města Colmar.

## Obce kantonu
- Andolsheim
- Bischwihr
- Colmar (část)
- Fortschwihr
- Grussenheim
- Horbourg-Wihr
- Houssen
- Jebsheim
- Muntzenheim
- Porte du Ried
- Sainte-Croix-en-Plaine
- Sundhoffen
- Wickerschwihr